# Sarisophora
Sarisophora é um gênero de traça pertencente à família Agonoxenidae.